# Tsiki Ntsabeleng
Tsiki Ntsabeleng (Johannesburg, 9 febbraio 1998) è un calciatore sudafricano, centrocampista dell'FC Dallas.

## Carriera
Nato a Johannesburg, è cresciuto nei settori giovanili di Stars of Africa, Kaizer Chiefs e M. Sundowns. Dopo aver giocato all'Università di Johannesburg, si è trasferito negli Stati Uniti, militando nelle formazioni universitarie della Coastal Carolina University e dell'Università statale dell'Oregon. Mentre era all'università, nella stagione 2019 ha anche fatto parte della rosa del Reading Utd, squadra dell'USL League Two, con cui ha giocato 5 partite in campionato.
L'11 gennaio 2022, viene scelto nel corso del primo giro (28º assoluto) dell'MLS SuperDraft dall'FC Dallas. Un mese dopo ha firmato il suo primo contratto da professionista con la squadra. Esordisce in MLS il 26 febbraio, in occasione dell'incontro pareggiato per 1-1 contro il Toronto FC. Realizza la sua prima rete in campionato il 23 aprile, nella vittoria per 2-1 ai danni degli Houston Dynamo.

## Statistiche

### Presenze e reti nei club
Statistiche aggiornate all'11 settembre 2022.
| Stagione        | Squadra         | Campionato      | Campionato | Campionato | Coppe nazionali | Coppe nazionali | Coppe nazionali | Coppe continentali | Coppe continentali | Coppe continentali | Altre coppe | Altre coppe | Altre coppe | Totale | Totale |
| Stagione        | Squadra         | Comp            | Pres       | Reti       | Comp            | Pres            | Reti            | Comp               | Pres               | Reti               | Comp        | Pres        | Reti        | Pres   | Reti   |
| --------------- | --------------- | --------------- | ---------- | ---------- | --------------- | --------------- | --------------- | ------------------ | ------------------ | ------------------ | ----------- | ----------- | ----------- | ------ | ------ |
| 2019            | Reading Utd     | USL2            | 5          | 0          | USOC            | 0               | 0               |                    | -                  | -                  |             | -           | -           | 5      | 0      |
| 2022            | FC Dallas       | MLS             | 25         | 1          | USOC            | 1               | 0               |                    | -                  | -                  |             | -           | -           | 26     | 1      |
| Totale carriera | Totale carriera | Totale carriera | 30         | 1          |                 | 1               | 0               |                    | -                  | -                  |             | -           | -           | 31     | 1      |